# Ignacio Luis Montenegro
El Teniente coronel Ignacio Luis Montenegro Vázquez fue un militar mexicano. Nació en Jalisco, siendo hijo del coronel José Guadalupe Montenegro), así como medio hermano del coronel José María Montenegro y del teniente coronel Lauro Montenegro. Casó con María Nervo (tía de Amado Nervo), teniendo como hijo al pintor Roberto Montenegro.  Fue Jefe político de Cocula, Zapotlán, y alcalde de Guadalajara. En 1889 fue diputado suplente por el Distrito 11 al Congreso de Jalisco en la XII Legislatura. En el año de 1900 fue elegido presidente municipal de Guadalajara. En 1905 fue diputado propietario por el Distrito 11 al Congreso de Jalisco en la XX Legislatura, participando en la Primera Comisión Revisora de Credenciales y en la Comisión de Guerra. Nuevamente en 1907 fue elegido para ser presidente municipal de Guadalajara. Vivió los primeros años de la Revolución mexicana del lado del Ejército federal. 